# Неданчичи (станция)
Неданчичи — приграничная грузопассажирская промежуточная железнодорожная станция 5-го класса Киевской дирекции Юго-Западной железной дороги на линии Чернигов—Овруч, расположенная в селе Неданчичи.

## История
Станция была открыта в 1930 году в составе ж/д линии Чернигов—Овруч. По состоянию местности на 1986 год: на топографической карте лист М-36-014 станция обозначена.

## Общие сведения
Станция представлена одной боковой и одной островной платформами. Имеет 3 пути. Есть здание вокзала. На станции действует пункт пограничного и таможенного контроля Неданчичи.

## Пассажирское сообщение
Ежедневно станция принимает пригородные поезда сообщения Чернигов—Неданчичи, один поезд Неданчичи—Киев-Волынский, по субботам Чернигов—Иолча.